# Alfréd Réth
Dans le nom hongrois Réth Alfréd, le nom de famille précède le prénom, mais cet article utilise l’ordre habituel en français Alfréd Réth, où le prénom précède le nom.
Alfréd Réth ([ˈɒlfɾeːd], [ˈɾeːt]), né Alfréd Roth le 29 février 1884 à Budapest et mort en septembre 1966 à Paris, est un peintre hongrois, naturalisé français, considéré comme une des principales figures de l'Avant-garde et de l'École de Paris.

## Biographie
Alfréd Réth est le huitième enfant d'une famille juive bourgeoise. À la fin de sa scolarité, il devient employé de banque, tel que le souhaite alors son père. Dès son enfance, Alfréd fait la connaissance d'István Farkas et de László Mednyánszky. Il se lie d'amitié avec le premier et le second lui apprend à peindre. C'est de là que naît son intérêt pour le bouddhisme et l'art oriental. En 1903, il se lie avec la colonie de peintres de Nagybánya et commence à travailler sous la direction de Károly Ferenczy.
Il étudie un temps à l'école des Beaux-Arts de Florence puis en 1905, il part à Paris avec József Egry. En France, il découvre le cubisme et travaille à l'atelier de J. E. Blanche à Montmartre. Il rencontre l'orientaliste Jean Buhot par l'intermédiaire de Mednyánszky et développe son intérêt pour l'art hindou et khmer qu'il découvre au Musée Guimet., puis le peintre cubiste Maurice Esmein par l'intermédiaire de Jean Buhot. Il découvre Cézanne chez Ambroise Vollard puis au Salon d'Automne en 1907 ; il ne rejoint pas le groupe Fauve mais fait partie du mouvement cubiste dès 1911. Il expose 3 toiles au Salon des Indépendants, accrochées entre celles de Matisse et de Rouault, et réitère en 1911 : ses toiles côtoient celles de Braque, dont il sera proche plus tard, Léger, Lhote, Metzinger, de Segonzac.
Il est un des nombreux peintres dits de l'École de Paris. En 1913, il est invité à participer à une exposition consacrée au cubisme à Berlin par la galerie der Sturm, où il représente l'art contemporain français avec 80 tableaux et dessins. Toujours en 1913, ses œuvres sont présentées à Budapest lors d'une exposition cubiste.
En 1914, avec le déclenchement de la Première Guerre mondiale, il est interné comme citoyen d'un pays ennemi de la France.
La fin de la guerre, marque le début des Années folles, le retour des collectionneurs étrangers et leurs achats importants d'œuvres modernes, une vie intense, créative et mondaine dans un Paris qui veut rivaliser avec Berlin. Il est un des premiers à s'engager dans le groupe Abstraction-Création dans les années 1920, ses toiles sont des jeux de lignes et de plans, de courbes et étrangement figuratives 
Membre du groupe Abstraction - création : Art non figuratif en 1931 avec Arp, Georges Valmier, Herbin, Kupka, etc. dont le but est de diffuser l'art abstrait et d'organiser des expositions, qui sera actif jusqu'en 1936.
Pendant la Seconde Guerre mondiale, Réth est réfugié à Chantilly. En 1946, après la guerre, se constitue le Salon des Réalités Nouvelles avec lequel il exposera.
À la fin de sa vie, Réth sera toujours dans le mouvement abstrait, mais également il reviendra à la figuration et aux collages qu'il avait commencés en 1906, avec du papier et en ajoutant du collage de tissus colorés imprimés. Les matières qui le captivent alors, sont un axe majeur dans son travail jusqu'en 1960. L'année de sa mort en 1966, c'est à Chicago qu'une rétrospective lui sera rendue.

## Œuvre
- Harmonie des Matières, huile et graviers collés sur toile de 1950; Paris, musée national d'Art moderne, Centre Georges Pompidou.
- Nogent sur Marne de 1930
- Terrasse de café de 1926
- Paysage au remorqueur, gouache de 1920
- Paysage du midi de 1925
- Paysage Robinson II de 1914

## Expositions
- 1910 : Salon d'Automne
- 1911-1912 : Salon des Indépendants
- 1912 : Exposition cubiste à Budapest (Groupes de cubistes parmi lesquels F.Leger, J.Metzinger, R.Delaunay, Le Fauconnier et Kandinsky)
- 1913 : Exposition particulière "Der Sturm" à Berlin
- 1914 : Exposition particulière à la galerie B.Weill à Paris
- 1921 : Exposition particulière à Budapest
- 1925 : Exposition Internationale " Art d'Aujourd'hui"
- 1925-1926 : Salon des Tuileries
- 1926 : Rétrospective du Cubisme au Salon des Indépendants
- 1928 : Exposition particulière Galerie Henri
- 1933 : Groupe "Abstraction- Création"
- 1934 : Salon d'Automne
- 1935 : Exposition particulière Galerie Pierre
- 1939 : Exposition particulière à la Galerie B.Weill, dirigée par Berthe Weill
- 1940 : Salon d'Automne
- 1947 : Exposition de groupe Galerie Denise René
- 1948 : Exposition particulière Galerie Denise René
- 1948 : Exposition particulière Galerie Folklore à Lyon
- 1949 : Exposition "Les grands courants de la peinture contemporaine" à Lyon au Musée Saint-Pierre
- 1950 : Petit Palais à Paris "Un siècle d'Art français"
- 1950 : Exposition française au Musée de Copenhague (3 toiles)
- 1951 : Exposition particulière Galerie Aleby à Stockholm
- 1955 : Exposition au Musée d'Art et d'Industrie à Saint-Étienne
- 1953 : Exposition particulière Galerie de l'Institut à Paris
- 1957 : Exposition au Musée de Saint-Étienne (Art abstrait) 5 toiles
- 1958 : Exposition de peinture française contemporaine en Yougoslavie (une toile)
- 1959 : Exposition particulière Galerie Gimpel Fils à Londres (Préface de Denys Suttan)
- 1959 : Exposition de peinture française "De Gauguin à nos jours" en Pologne : Varsovie, Cracovie (une toile)
- 1963 : Rétrospective exceptionnelle résumée en trente tableaux de 1908 à nos jours
- 1963 : Galerie du Port (Michel Boutin) à Saint-Tropez
- 1963 : Rétrospective exceptionnelle résumée en 50 tableaux depuis les origines du Cubisme jusqu'à nos jours, Michel Boutin, Faubourg Saint-Honoré
- 1964 : Manifestation en l'honneur des 80 ans de Reth, galerie Michel Boutin
- 1964 : Exposition au Musée de Saint-Étienne (50 ans de collages, papiers collés, assemblages, du Cubisme à nos jours"
- 1964 : Exposition à Saint-Tropez, Galerie de la Ponche
- 1973 : Exposition particulière Galerie Cour Saint-Pierre à Genève
- 1983 : Exposition particulière Galerie La Pochade à Paris
- 1983 : Fiac Grand-Palais, Paris
- 1984 : Alfred Reth, Musée Toulouse-Lautrec
- 2003 : Peintures d'Alfred Reth, Institut hongrois, Paris 2003
- 2003 : Galerie nationale de Budapest et de l'Institut français de Budapest
- 2004 : Avant-garde hongroises, Paris - Budapest, 1910-1940, galerie le Minotaure et galerie Zlotowski, Paris
- 2007 : Exposition d'Alfred Reth, Galerie Minotaure et Galerie Laurentin
- 2008 : Ces œuvres sont visibles à l'Association Alfred Reth, 34, boulevard de l'Hôpital, Paris 5e
- 2015 : Exposition Alfred Reth, à la Galerie Marcilhac, Paris

## Musées
- Paris, musée d'art moderne de la ville de Paris.

- Paysage du Midi - 1928.
- Paris, musée national d'Art moderne, Centre Georges-Pompidou

- Nature morte au compotier - 1912
- Le restaurant Hubin - 1913
- Saint-Étienne, Musée de Saint-Étienne
- Echirolles, Musée Géo-Charles